# Feira Nova (kommun i Brasilien, Sergipe)
Feira Nova är en kommun i Brasilien.   Den ligger i delstaten Sergipe, i den östra delen av landet, 1 300 km nordost om huvudstaden Brasília. Antalet invånare är 5 325.
Omgivningarna runt Feira Nova är huvudsakligen savann. Runt Feira Nova är det ganska glesbefolkat, med 35 invånare per kvadratkilometer.